# BAC Credomatic
Banco de América Central Credomatic S.A., abreviado BAC Credomatic, es una entidad financiera de América Central, con operaciones en Guatemala, El Salvador, Honduras, Nicaragua (donde fue fundada y donde se encontraba su antigua sede en Managua), Costa Rica, Panamá y Bahamas.

## Historia
Fue fundado en 1952 como Banco de América Central en Managua, Nicaragua. BAC fue el precursor de lo que ahora se conoce como el Grupo BAC Credomatic. Para la década de los años 1970, el banco incursionó en el negocio de las tarjetas de crédito, bajo la marca Credomatic.
A mediados de los años 1980, el grupo decidió ingresar a otros países de la región. El primer mercado en el que incursionaron fue Costa Rica, donde se posicionaron con lo que ahora se conoce como Banco BAC San José. BAC Credomatic tiene presencia en toda Centroamérica, así como en los Estados Unidos, las Islas Caimán y las Bahamas.
En 2004 el grupo inició sus operaciones de tarjetas de crédito en México, la que luego fueron vendidas a Banco Invex en 2016.
En diciembre de 2010, el Grupo Aval completó la compra del grupo bancario por 1900 millones de dólares.
En 2016, Credomatic de México SA de CV firmó un contrato para transferir a Banco Invex SA el negocio de tarjetas de crédito en México.
En 2017, el grupo comenzó a utilizar BAC Credomatic como marca para todos los servicios bancarios, financieros y de tarjetas de crédito, adoptando un nuevo logotipo.

## Reconocimientos
Fue premiado como “Banco del Año 2020 en Centroamérica y Panamá”. por LatinFinance.